# Голубой ангел (фильм, 1959)
«Голубой ангел» — американский драматический фильм 1959 года режиссёра Эдварда Дмитрыка, по мотивам романа «Учитель Гнус» Генриха Манна.
Фильм является ремейком одноимённого немецкого фильма 1930 года с Марлен Дитрих, по сравнению с которым был признан критикой неудачным, при этом режиссёр оригинала Йозеф фон Штернберг подал в суд на киностудию 20th Century Fox на 1 миллион долларов, утверждая, что ему принадлежат права на ремейк, и что киностудия сделала фильм «настолько плохим, что это уменьшило ценность оригинала»; дело было улажено вне суда.

## Сюжет
Профессор Иммануэль Рат узнаёт, что несколько его учеников посещают ночной клуб под названием «Голубой ангел», где выступает скандальная танцовщица по имени Лола. Как-то вечером профессор приходит в клуб, чтобы застукать своих мальчиков в этом логове разврата, но, увидев Лолу, попадает под её чувственные чары, и со временем она вовлекает его в навязчивый роман, который стоит ему всех его сбережений, работы и достоинства.

## В ролях
- Курд Юргенс — профессор Иммануэль Рат
- Мэй Бритт — Лола
- Теодор Бикель — Киперт
- Джон Баннер — директор Хартер
- Фабрицио Миони — Рольф
- Людвиг Штоссель — доктор Фриц Хайн
- Ина Андерс — Гусси

## Критика
Отзывы об этом фильме-римейке современных ему критиков оказались совершенно разрушительными, особенно в сравнении с легендарным оригиналом 1930 года.
В рецензии на фильм в газете «Нью-Йорк таймс» фильм был назван «тяжеловесным», а игра Мэй Бритт характеризована как «трудная для понимания» сдержанность — она выглядит и ведет себя как нормальная танцовщица балета из бродвейского мюзикла, вместо того чтобы показать «сексуальную штучку из прокуренного ночного клуба».
Аналогично и "The Monthly Film Bulletin" отметил, что по сравнению с литературной основой фильм «медленный и безжизненный. В нём полностью отсутствует удушающая атмосфера грязной и навязчивой сексуальности, которая необходима для того, чтобы придать убедительность немецкому садизму этой истории».
«The Guardian» писала что другой — хэппи-энд вместо драматичного — конец ремейка «чудовищный» и находила Мэй Бритт «скромной и пресной сиреной» по сравнению с Марлен Дитрих в экранизации 1930 года, добавляя: «Лучшее, что можно сказать об этой пародии, — это то, что она может побудить кого-то снова посмотреть первую версию».
Британский кинокритик Лесли Халливел характеризовал римейк как «непреднамеренный обман».